# Nicole Glover

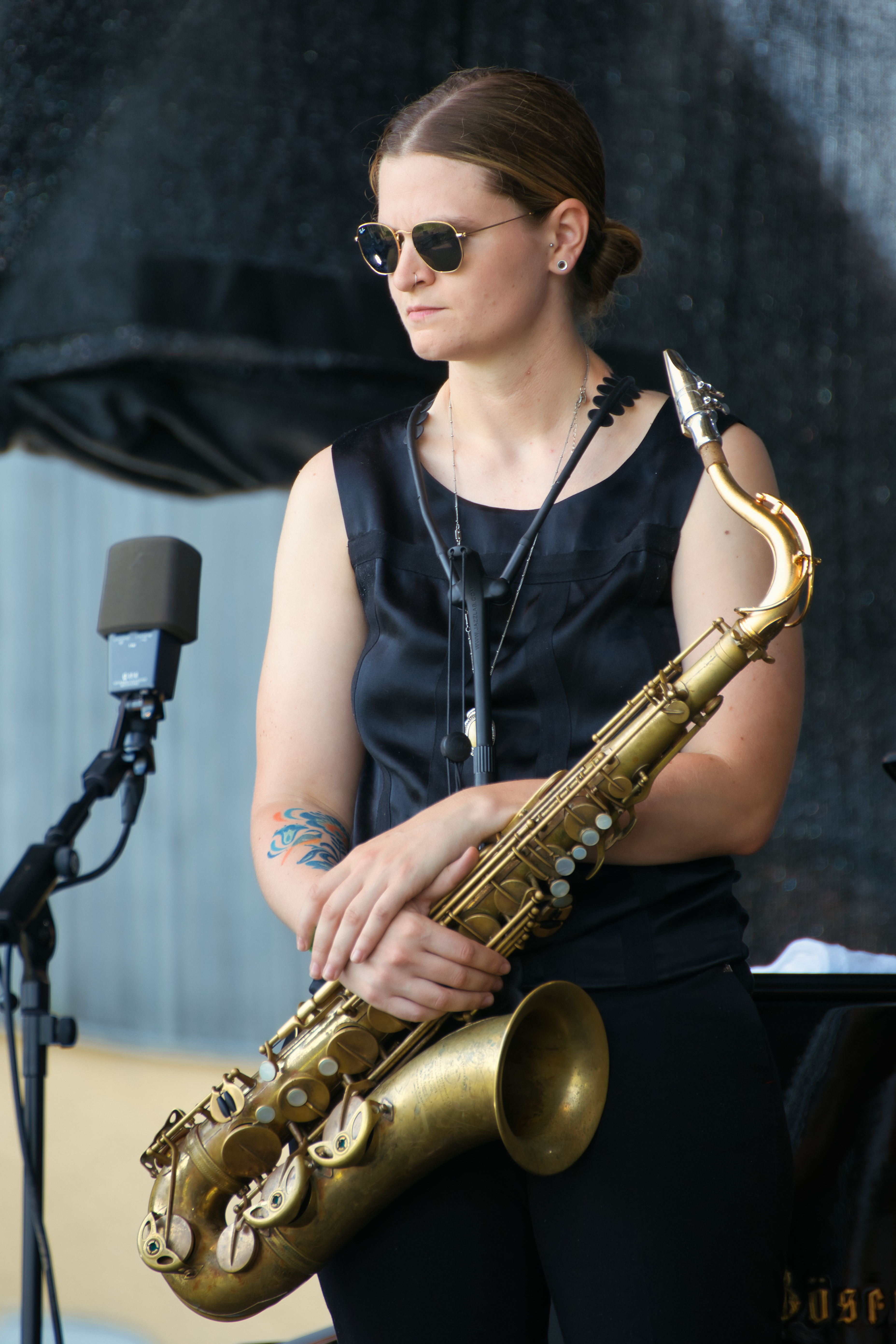
Nicole Glover auf dem INNtöne Jazzfestival (2022)

Nicole Glover (* 18. Juli 1991 in Portland (Oregon)) ist eine amerikanische Jazzmusikerin (Tenorsaxophon, Komposition).

## Leben und Wirken
Glover entdeckte den Jazz für sich früh über ihren Vater. Im Alter von zehn Jahren begann sie, Klarinette zu spielen, und wechselte im folgenden Jahr zum Tenorsaxophon. In der Highschool wurde sie 2009 für das bundesweite Next Generation Jazz Orchestra ausgewählt, das eine nationale Tournee mit Auftritten mit Bobby Watson und Julian Lage unternahm und einen Auftritt beim Monterey Jazz Festival mit Wynton Marsalis hatte.
Glover studierte bis 2011 an der William Paterson University, um ihre Studien dann an der Portland State University bei Alan Jones und Hal Galper fortzusetzen. Esperanza Spalding holte sie in dieser Zeit für die Aufnahme ihres Albums Radio Music Society, das mit einem Grammy ausgezeichnet wurde. Sie gehörte dann zu mehreren Gruppen von George Colligan. Im Jahr 2013 trat sie beim Vannes Jazz Festival mit dem Quartett von Alan Jones auf. Weiterhin war sie Mitglied von Ural Thomas & Pain.
2015 veröffentlichte Glover ihr Debütalbum First Record, das gute Kritiken erhielt; All About Jazz gab ihm 4,5 von 5 Sternen. Ihr Solo über das Titelstück von George Colligans Album More Powerful wurde als Editor's Pick im Magazin Down Beat hervorgehoben. 2017 zog sie nach New York City. Seitdem tourte sie mit Steve Wilson, Rodney Green, Rudy Royston, Linda May Han Oh, Winard Harper, Jeff Tain Watts und Bill Goodwin. Zudem trat sie mit Musikern wie Mulgrew Miller, Kenny Garrett, Geoffrey Keezer, Bennie Maupin, Bobby Watson, Mike Clark, Bill Stewart, Terell Stafford, Helen Sung und dem Diva Jazz Orchestra auf. Sie ist auch auf Alben von Alan Jones und Gene Perla zu hören. 2018 spielte sie im George Colligan Quintet, 2020 leitete sie ein Trio mit Daniel Duke (Bass) und Nic Cacioppo (Schlagzeug). 2022 war sie im Trio mit Tyrone Allen und Kayvon Gordon am Schlagzeug auf Tour. Mit Renee Rosnes, Ingrid Jensen, Allison Miller, Noriko Ueda sowie Alexa Tarantino spielte sie in der Band Artemis das Album In Real Time (2023) ein.

## Diskographische Hinweise
- Kevin Hays, Yotam Silberstein, Nicole Glover, Alexander Claffy, Johnny O’Neal, Paul Sikivie, David Kikoski, Peter Bernstein: The Complete Orange Hours	(Diggers Factory 2020)
- Strange Lands (Savant 2021)